# Tichý hlas pro Svatou zemi

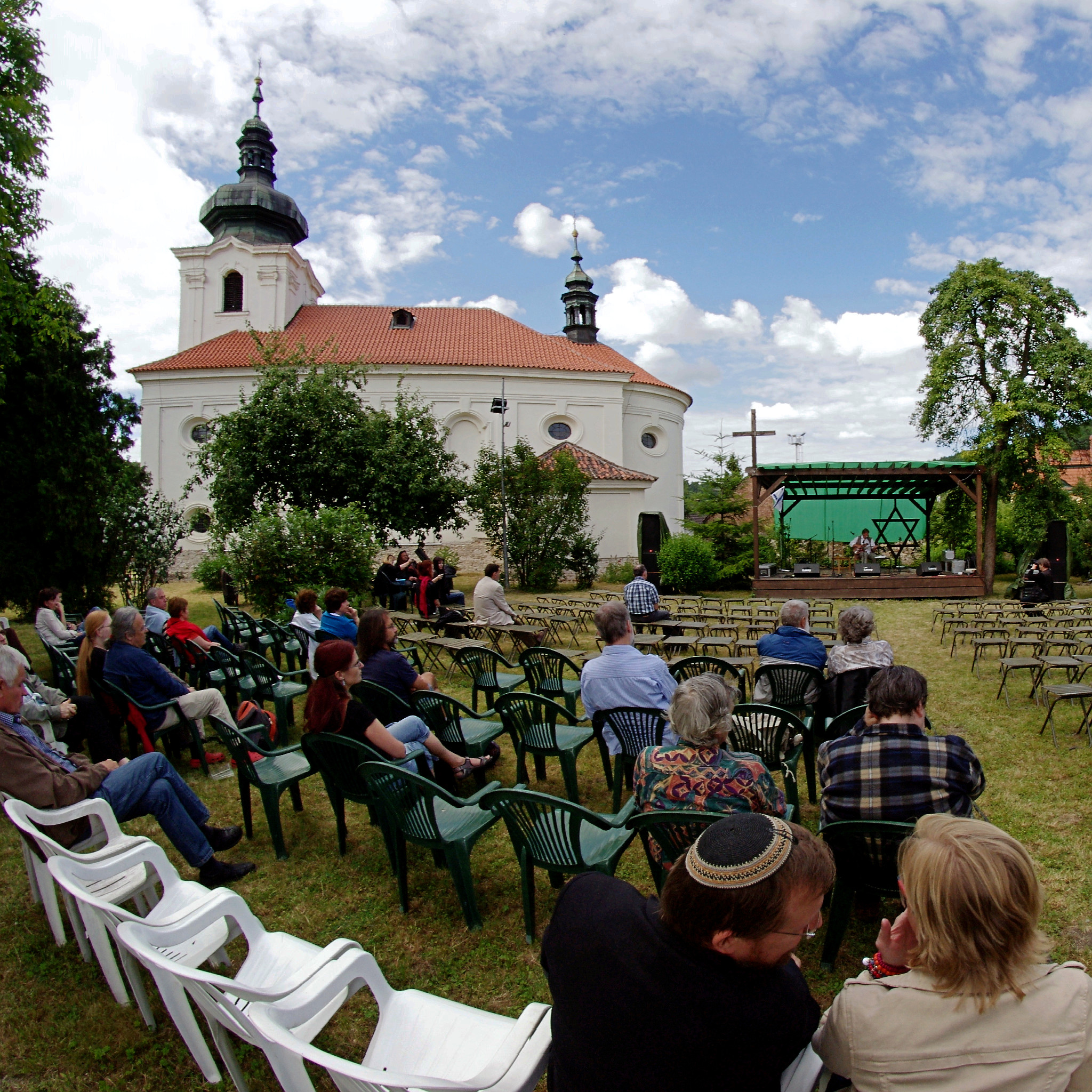
Tichý hlas 2014

Tichý hlas pro Svatou zemi je festival, který se od roku 2002 odehrává v Libčicích nad Vltavou v okrese Praha-západ (jen v roce 2011 se z technických důvodů uskutečnil v pražských Kobylisích, v místním Kostele U Jákobova žebříku, který patří Českobratrské církvi evangelické). Festival pořádá katolická a evangelická farnost, město Libčice a Společnost křesťanů a židů.
Na festivalu se setkávají zpěváci, hudebníci, křesťanští i židovští duchovní, věřící i nevěřící, kterým záleží na tom, aby v Izraeli a v celé Svaté zemi jednou zavládl pokoj. Festival se zahajuje ekumenickou bohoslužbou v kostele svatého Bartoloměje, kterou vedou zástupci katolické i evangelické církve a židovských obcí. A poté následuje hudební program na zahradě při kostele svatého Bartoloměje a i v evangelickém kostele. Během festivalu při bohoslužbách má proslov řada katolických, evangelických i židovských duchovních a vystoupila celá řada hudebníků, nejen folkových a židovských. Nedílnou součástí festivalu jsou i besedy a malé přednášky na židovsko-křesťanská témata. 
V roce 2015 se festival nekonal.

## Fotogalerie

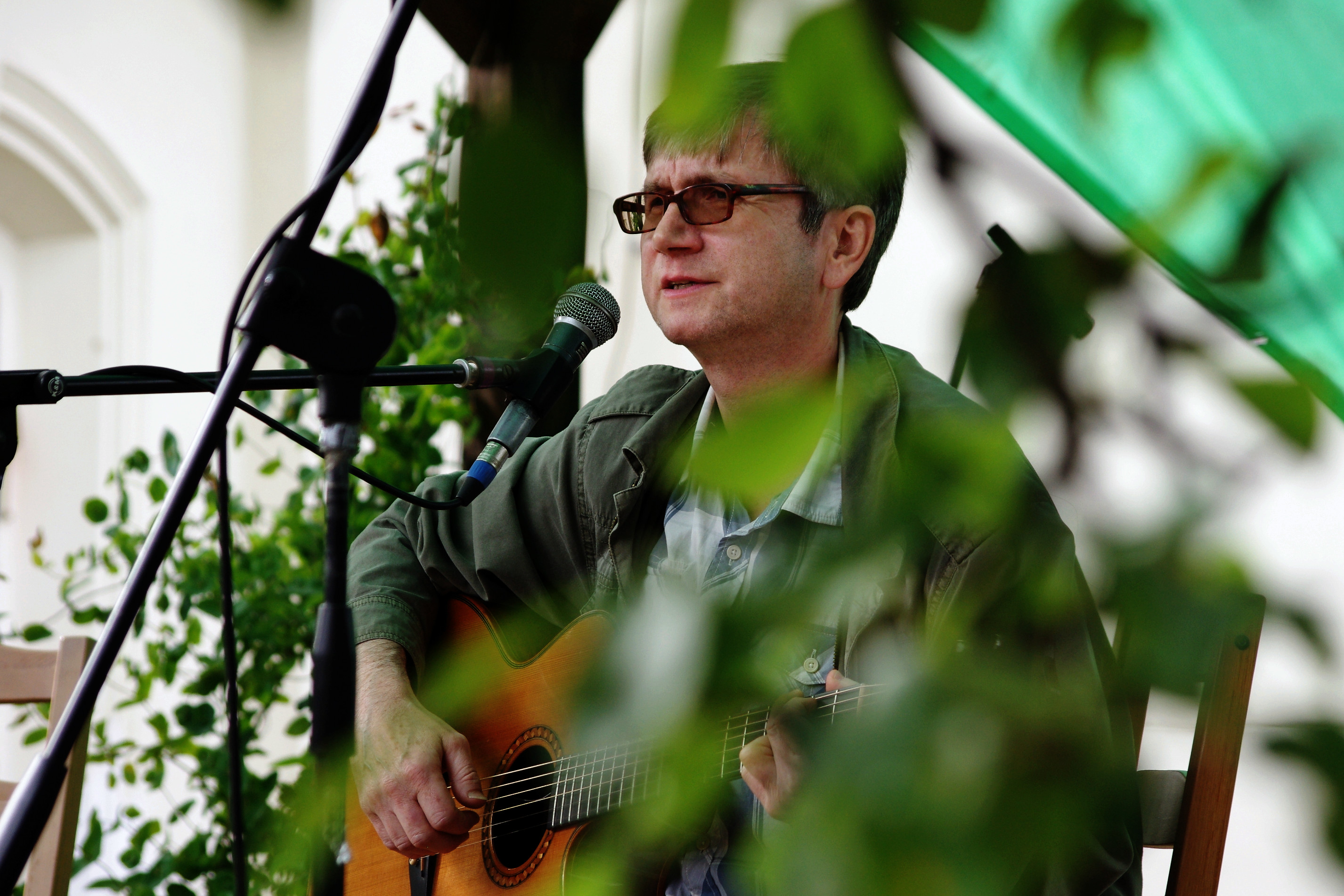
Karel Diepold
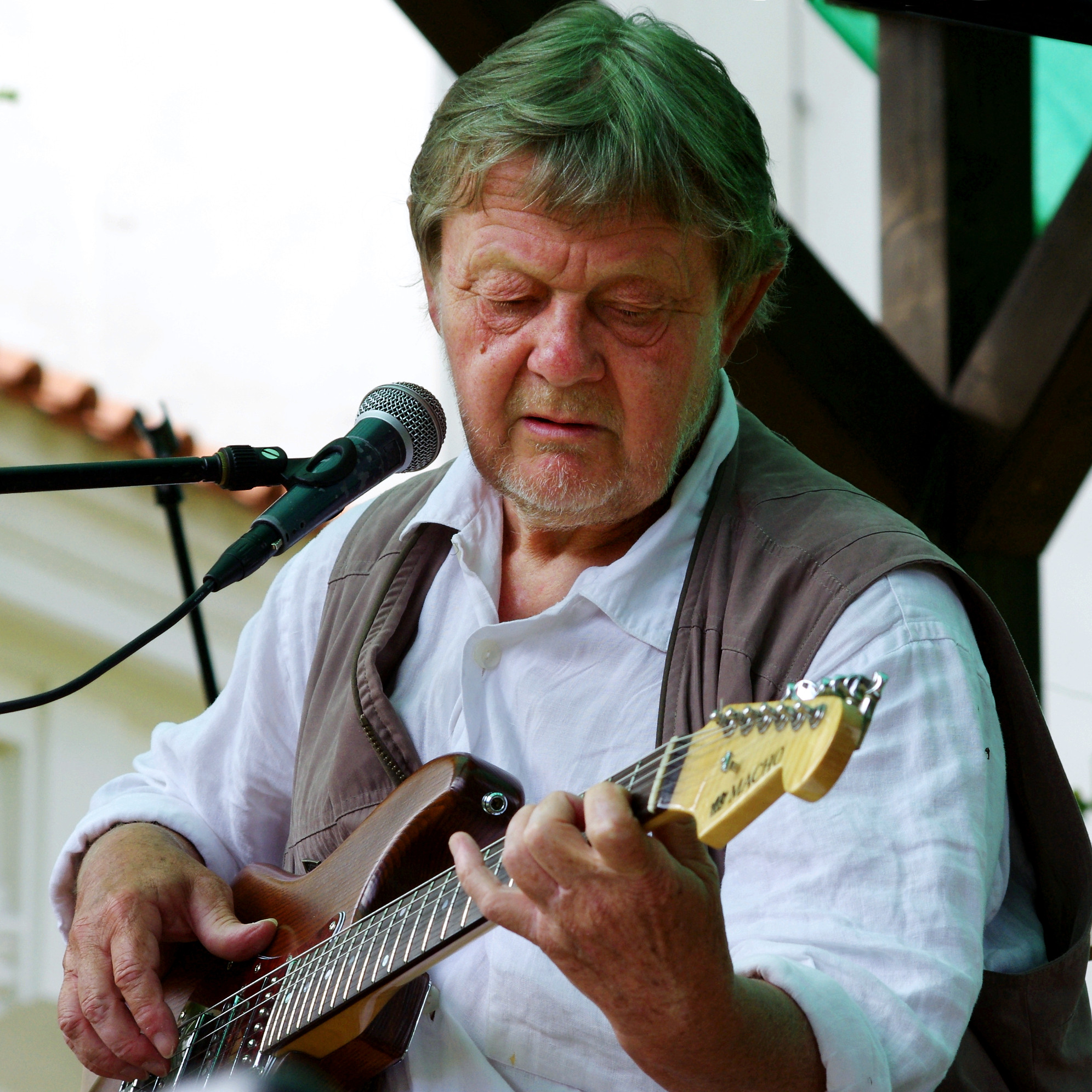
Vladimír Merta
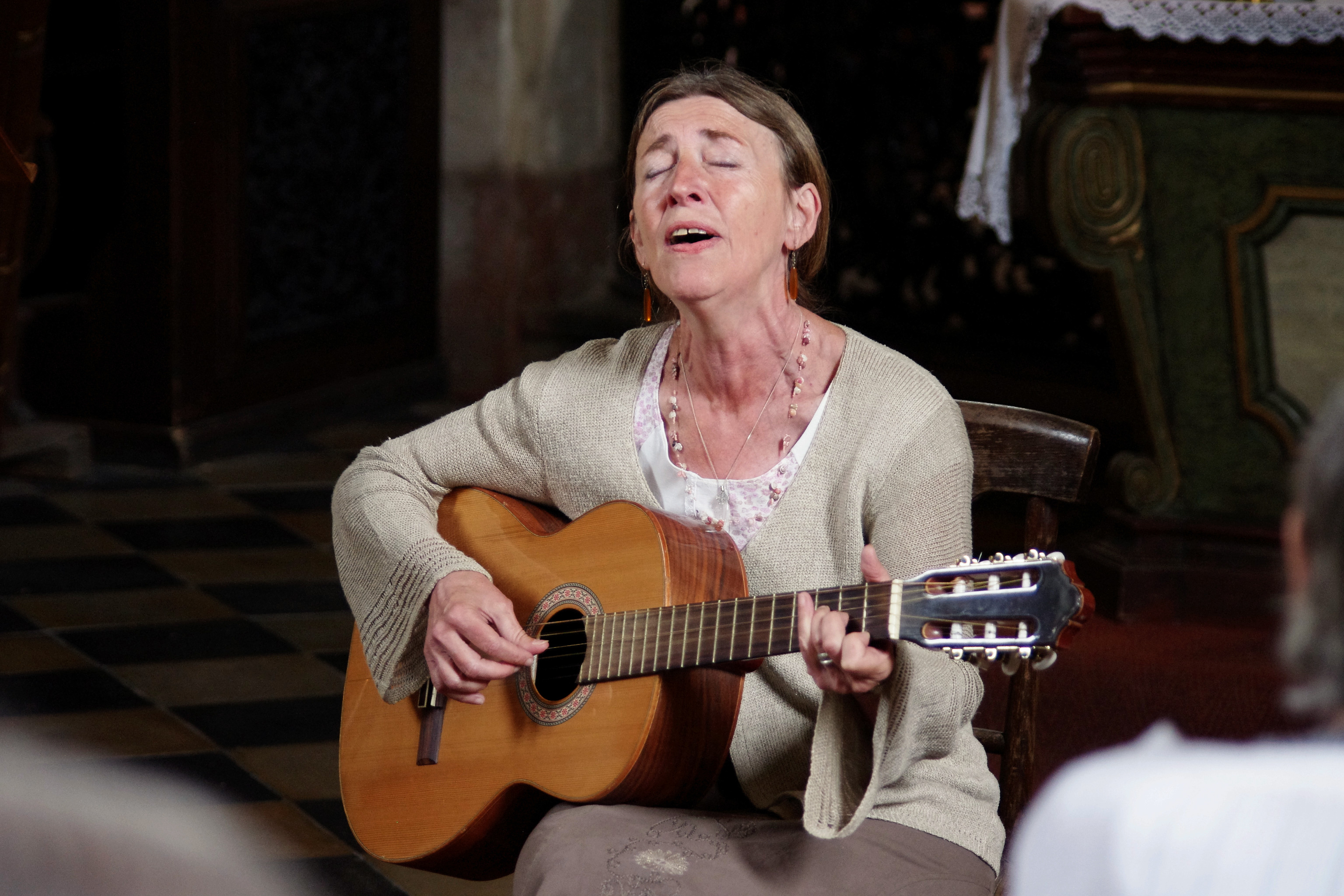
Máša Kubátová